# Motorway A1(M)
La motorway A1(M) è un'autostrada britannica costituita da vari tratti a standard autostradali lungo la strada A1, che collega Londra a Edimburgo.
Le tratte realizzate secondo gli standard autostradali che compongono la A1(M) coprono una lunghezza complessiva di 233,97 km.

## Storia
La A1 è una delle vie più antiche della Gran Bretagna, risalente all'epoca romana, quando faceva parte della rete di strade costruite per connettere le province dell'Impero Romano. Successivamente, Ermine Street venne chiamata Old North Road.
Con il tempo, la strada ha subito numerosi aggiornamenti, fino a diventare la arteria principale che collega il sud e il nord del paese.
Negli anni cinquanta e sessanta del XX secolo, con l'aumento del traffico e la crescita della popolazione, il Governo britannico decise di modernizzare e ampliare la rete stradale, inclusa la A1. Durante questo periodo, iniziò l'introduzione delle autostrade, il che portò alla decisione di elevare diverse sezioni della A1 a standard autostradale.

La prima sezione della A1 che ottenne la classificazione di autostrada (A1(M)) fu il tratto tra Brampton e Alconbury, che aprì nel 1967, segnando una delle prime vere trasformazioni della A1 in un'autostrada vera e propria.
Nel corso degli anni successivi, altre sezioni furono gradualmente trasformate in A1(M), tra cui il tratto tra Peterborough e Doncaster, il che permetteva di migliorare il flusso del traffico tra le città principali lungo il percorso della A1.
A partire dagli anni ottanta e novanta del XX secolo, furono introdotti ulteriori miglioramenti e completamenti lungo la A1(M), aumentando la capacità e introducendo più corsie in alcuni tratti. La costruzione di bypass moderni ha aiutato a ridurre il traffico nelle aree urbane, facilitando il passaggio di veicoli a lunga distanza.
Nel 1995, il governo britannico esaminò la possibilità di elevare l'intera A1 a standard autostradale, ma il progetto fu abbandonato a causa delle forti opposizioni da parte di gruppi ambientalisti e delle difficoltà incontrate durante la progettazione delle infrastrutture. La trasformazione non avvenne mai in toto, ma varie sezioni della A1 sono rimaste autostrade separate (A1(M)).